# Aconitum sukaczevii
Aconitum sukaczevii är en ranunkelväxtart som beskrevs av Steinb.. Aconitum sukaczevii ingår i släktet stormhattar, och familjen ranunkelväxter. Inga underarter finns listade i Catalogue of Life.